# Карл Ейсебіус Ліхтенштейн
Карл Ейсебіус фон унд цу Ліхтенштейн (нім. Karl Eusebius von und zu Liechtenstein, 30 вересня 1611 — 2 лютого 1684) — князь Ліхтенштейн, представник першої (Карлової) лінії князів.

## Біографія
Після смерті свого батька, князя Карла І, неповнолітній Карл Ейсебіус перебував під опікою свого дядька Максиміліана. Кілька років подорожував по Європі в рамках церемоніальної поїздки. Зокрема, в період з 1629 по 1630 роки відвідав Італію, де  придбав кілька предметів мистецтва, що поклали початок його колекції.
У 1632 році вступив у володіння князівствами (герцогствами) Троппау та Егерндорф. З 1639 по 1641 роки був Верховним головнокомандувачем герцогств Верхньої та Нижньої Сілезії.
На відміну від предків, Ейсебіус вів миролюбну внутрішню політику. Основним напрямком його діяльності було відновлення володінь, які постраждали в результаті Тридцятирічної війни. Він терпів великі фінансові збитки, пов'язані з оскарженням Казначейством законності операцій з придбання батьком Карла Ейсебіуса, князем Карлом І, його володінь.
Великі фінансові витрати, тим не менш, не стали перешкодою для Карла Ейсебіуса у його діяльності з облаштування власних володінь. Карл Ейсебіус був відомим коняром. Його стайні були відомі по всій Європі, він робив дорогі подарунки правлячим монархам свого часу, зокрема французькому королю Людовику XIV
.
Карл Ейсебіус виявляв інтерес до архітектури та декоративного садівництва, поклавши початок парку Фельдсберг — Айсгруб. Він також став написав трактат з архітектури. У період з 1666 по 1669 роки під патронатом Карла Ейсебіуса був побудований палацовий комплекс Леднице (нині на території Чехії, поруч з австрійським кордоном), куди він пізніше переніс свою резиденцію з Валтице.

## Князівська колекція Ліхтенштейнів
Князь Карл Ейсебіус — засновник колекції Ліхтенштейнів, у якій зібрані картини, а також інші предмети мистецтва з усієї Європи. Колекція формувалася незважаючи на існуючі фінансові труднощі. Окреме місце в колекції займає картинна галерея Ліхтенштейнів. Збереглося чимало свідчень угод з купівлі князем предметів мистецтва. Карл Ейсебіус став першим з князів Ліхтенштейну, хто систематизував придбання нових предметів колекції. У нього були великі зв'язки з торговцями по всій Європі, зокрема з дилерами з Антверпена Олександром nf Вільхемом Форхуд, у яких була власна галерея у Відні (Юденплатц, Відень). Свою колекцію Князь розділив на кілька частин: у літньому палаці (маєток Айсгруб) та його основної резиденції у Фельдсбругу, де картини експонувалися в спеціально збудованому будинку «Хрестова палата». Під кінець життя Карла Ейсебіуса його колекція так розрослася, що він був змушений відмовлятися від нових покупок, оскільки нові картини не було куди вішати..
Після своєї смерті у 1684 році своєму синові, князю Гансу Адаму, він залишив багату спадщину та велику колекцію предметів мистецтва, примножену згодом його сином та іншими нащадками.